# Holy Days
Holy Days (Originaltitel: Holy Matrimony) ist eine US-amerikanische Filmkomödie von Leonard Nimoy aus dem Jahr 1994. Die Hauptrollen spielen Patricia Arquette und Joseph Gordon-Levitt. Der Film erzählt die Geschichte einer schönen Diebin, die sich in einer kleinen, isolierten hutterischen Gemeinde einen Jungen heiratet, um ihr verborgenes Vermögen wiederzugewinnen. Dies war die letzte Regiearbeit von Nimoy.

## Handlung
Havana und Peter begehen einen Raubüberfall, nach dem sie in die Richtung der kanadischen Grenze fliehen. Unterwegs besuchen sie Peters Heimatort, der von streng religiösen Menschen bewohnt wird. Der Ort ähnelt zwar äußerlich einer Hutterer-Kolonie, das vermittelte Bild der Bewohner ist aber völlig verzerrt. Peter – der als einziger das Versteck der Beute kennt – stirbt bei einem Autounfall. Die Ortsbewohner meinen, Havana solle nach einem biblischen Gesetz den minderjährigen Bruder von Peter heiraten. Havana stimmt dem zum Schein zu, um im Ort bleiben zu können. Sie findet später das Geld und verlässt gemeinsam mit ihrem minderjährigen Ehemann die Stadt. 
Havana und der Junge reisen in den Ort des Raubüberfalls, wo sie den Jungen bittet, das übrig gebliebene Geld zurückzugeben. Sie wird von einem FBI-Agenten verfolgt, den der Junge überwältigt. Die Polizei verhaftet sie und den Jungen, dem 25 Tsd. Dollar als Belohnung für die Wiederbeschaffung des Geldes angeboten werden. Stattdessen bittet er darum, dass man Havana frei lässt. Am Ende verabschieden sich er und Havana.

## Synchronisation
Die deutsche Synchronisation übernahm die Magma Synchron nach einem Dialogbuch und unter der Dialogregie von Frank Turba.
| Rolle       | Schauspieler         | Synchronsprecher      |
| ----------- | -------------------- | --------------------- |
| Havana      | Patricia Arquette    | Ulrike Stürzbecher    |
| Ezekiel     | Joseph Gordon-Levitt | David Turba           |
| Wilhelm     | Armin Mueller-Stahl  | Armin Mueller-Stahl   |
| Peter       | Tate Donovan         | Peter Flechtner       |
| Markowski   | John Schuck          | Ulrich Voß            |
| Orna        | Lois Smith           | Maresi Bischoff-Hanft |
| Cooper      | Courtney B. Vance    | Andreas Müller        |
| Mr. Greeson | Richard Riehle       | Manfred Richter       |

## Kritiken
Derek Adams schrieb in der Zeitschrift Time Out London, die Mischung von Der einzige Zeuge mit einem „Rock’n’Roll-Film“ würde sogar einen Regisseur mit mehr Erfindungsgabe entmutigen. Arquette wirke lebendig, aber verwirrt.
Film-Dienst schrieb, der Film sei eine „triviale Fassung von Der Widerspenstigen Zähmung“ und eine „leidlich unterhaltende Actionkomödie mit einigen müden Späßen, gegen deren Ideenarmut und Einfallslosigkeit auch die gute Hauptdarstellerin nicht anspielen“ könne.
Die beiden Autoren Rod Janzen und Max Stanton konstatieren in ihrem Buch The Hutterites in North America: „Der Film vermittelt ein sehr unzutreffendes Bild der Hutterer“ (Englisches Originalzitat: "The film [...] provides a very inaccurate portrait of Hutterites").

## Hintergründe
Der Film wurde in Great Falls (Montana) gedreht. Er spielte in den Kinos der USA ca. 713 Tsd. US-Dollar ein.